# Titania (lune)
Vous lisez un « article de qualité » labellisé en 2011.
Pour les articles homonymes, voir Titania.
Ne pas confondre avec Titan, le plus grand satellite de Saturne.
Titania, également appelé Uranus III, est le plus grand satellite naturel d'Uranus et le huitième par sa masse du Système solaire. Découvert par William Herschel en 1787, il doit son nom à Titania, la reine des fées de la pièce de Shakespeare, Le Songe d'une nuit d'été. Son orbite autour d'Uranus est entièrement située au sein de la magnétosphère de la planète.
Titania est constitué de glace et de roche en quantités approximativement égales. Le satellite est probablement différencié en un noyau rocheux et un manteau glacé. Une couche d'eau liquide pourrait être présente à l'interface entre le noyau et le manteau. La surface de Titania, sombre et légèrement rouge, a été modelée à la fois par les impacts d'astéroïdes et de comètes, et par les processus endogènes. Elle est couverte de nombreux cratères d'impacts, certains atteignant jusqu'à 326 km de diamètre, mais est moins cratérisée que la surface d'Obéron, le grand satellite le plus externe du système uranien. Titania a probablement connu un épisode de resurfaçage endogène qui a recouvert les surfaces les plus anciennes très cratérisées. Par la suite, l'expansion de son intérieur a engendré sur la surface de Titania un réseau de canyons et d'escarpements de faille. À l'instar de toutes les lunes majeures d'Uranus, elle s'est probablement formée à partir du disque d'accrétion qui entourait Uranus juste après la formation de la planète.
Le système uranien n'a été étudié de près qu'une seule fois, par la sonde Voyager 2 en janvier 1986, qui a pris plusieurs images de Titania, permettant ainsi de cartographier environ 40 % de la surface de cette lune.

## Découverte
Titania est découvert par William Herschel le 11 janvier 1787, le même jour qu'Obéron, la seconde plus grande lune d'Uranus,. Herschel signale par la suite la découverte de quatre satellites supplémentaires, mais qui s'est révélée être une erreur d'observation. Durant les cinquante années suivant leur découverte, Titania et Obéron ne seront observées par aucun autre astronome que Herschel, bien que ces satellites puissent être observés depuis la Terre avec un télescope amateur haut de gamme.

### Dénomination
Toutes les lunes d'Uranus sont nommées d'après des personnages des œuvres de William Shakespeare ou d'Alexander Pope. Le nom Titania est issu de Titania, la reine des fées dans Le Songe d'une nuit d'été. Les noms des quatre satellites d'Uranus ont été suggérés par le fils de Herschel, John, en 1852, à la demande de William Lassell, qui, l'année précédente, avait découvert les deux autres lunes, Ariel et Umbriel.
Titania fut initialement désigné comme « le premier satellite d'Uranus » et, en 1848, reçut la désignation Uranus I par William Lassell, bien qu'il ait parfois utilisé la numérotation de William Herschel (où Titania et Obéron sont II et IV). En 1851, Lassell attribua finalement aux quatre satellites connus des chiffres romains en fonction de leur éloignement de la planète et depuis Titania est appelé Uranus III.

## Orbite
Titania est en orbite autour d'Uranus à une distance d'environ 436 000 km. C'est le second plus éloigné des cinq grands satellites de la planète. L'excentricité et l'inclinaison par rapport à l'équateur d'Uranus de l'orbite de Titania sont faibles. Titania est en rotation synchrone autour d'Uranus, c'est-à-dire que sa période orbitale et sa période de rotation ont la même durée, d'environ 8,7 jours ; sa face en regard de la planète est donc toujours la même.
L'orbite de Titania est intégralement située au sein de la magnétosphère d'Uranus. L'hémisphère arrière (c'est-à-dire opposé au mouvement orbital) des satellites dont l'orbite est entièrement située au sein de la magnétosphère de la planète est influencé par le plasma magnétosphérique qui est en rotation avec la planète. Ce bombardement peut conduire à l'assombrissement des hémisphères arrière, comme c'est le cas pour toutes les lunes d'Uranus à l'exception d'Obéron.
L'axe de rotation d'Uranus étant très fortement incliné par rapport à son plan orbital, ses satellites, qui sont en orbite sur son plan équatorial, connaissent des cycles saisonniers extrêmes. Les pôles nord et sud de Titania ont des cycles de 42 ans d'éclairement continu, puis de nuit continue. Tous les 42 ans, lors des équinoxes d'Uranus, le plan équatorial de cette planète se confond avec celui de la Terre. Les lunes d'Uranus peuvent occasionner des occultations mutuelles. Ce phénomène s'est produit à plusieurs reprises en 2007 et 2008, notamment les 15 août et 8 décembre 2007 lorsque Titania a occulté Umbriel,.

## Caractéristiques physiques

### Composition et structure interne

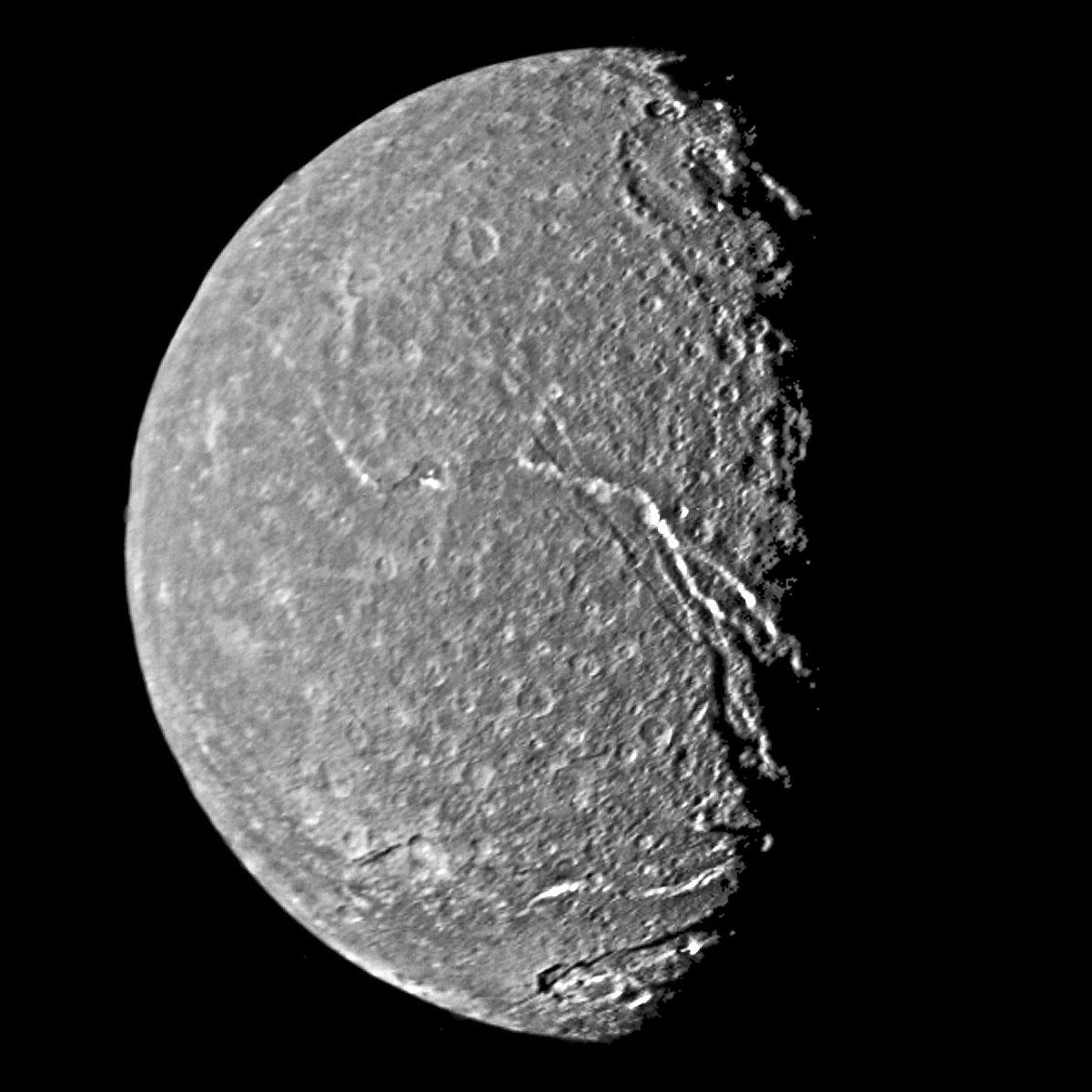
Cette image de Titania prise par Voyager 2 montre d'énormes rifts.

Titania est la plus grande et la plus massive des lunes d'Uranus et la huitième plus massive du Système solaire après Triton (lui-même six fois plus massif que Titania). La densité élevée de Titania (1,71 g/cm3, bien supérieure à celle des satellites de Saturne par exemple), indique qu'il est constitué en proportions à peu près égales de glace d'eau et d'un matériau dense autre que la glace. Ce matériau pourrait être composé de rochers et de matières carbonacées parmi lesquelles des composés organiques de masse élevée. Des observations spectroscopiques dans l'infrarouge menées entre 2001 et 2005 ont montré la présence de glace d'eau cristalline à la surface du satellite. Les raies d'absorption de la glace sont légèrement plus intenses sur l'hémisphère avant de Titania que sur son hémisphère arrière, soit le contraire de ce qui est observé sur Obéron où l'hémisphère arrière présente des traces d'eau plus importantes. La raison de cette asymétrie est inconnue, mais elle pourrait être due au bombardement par des particules chargées de la magnétosphère d'Uranus qui est plus important sur l'hémisphère arrière. Les particules énergétiques ont tendance à éroder la glace, à décomposer le méthane présent dans la glace sous forme d'hydrate de méthane et à assombrir les autres composés organiques, laissant un sombre résidu riche en carbone à la surface.
Le seul composé autre que l'eau identifié à la surface de Titania par spectroscopie infrarouge est le dioxyde de carbone qui est principalement concentré sur l'hémisphère arrière. L'origine du CO2 n'est pas complètement identifiée. Il pourrait être produit à la surface à partir de carbonates ou de composés organiques sous l'effet des radiations ultraviolettes du Soleil ou de particules chargées issues de la magnétosphère d'Uranus. Ce dernier processus pourrait expliquer l'asymétrie de sa distribution car l'atmosphère arrière est sujette à une influence plus importante de la magnétosphère que l'atmosphère avant. Une autre source possible est le dégazage du CO2 primordial piégé par la glace d'eau à l'intérieur de Titania. L'échappement du CO2 de l'intérieur pourrait être lié à l'activité géologique passée de la lune.
Titania pourrait être différencié en un noyau rocheux entouré d'un manteau glacé. Si tel est le cas, le rayon du noyau (520 km) serait d'environ 66 % celui du satellite, et sa masse d'environ 58 % celle du satellite, valeurs qui dépendent de la composition du satellite. La pression au centre de Titania est d'environ 0,58 GPa (5,8 kbar). L'état physique du manteau de glace est inconnu. Si la glace contient assez d'ammoniac ou d'autres antigels, Titania pourrait posséder une couche océanique liquide à la frontière entre le noyau et le manteau. L'épaisseur de cet océan, s'il existe, serait inférieure à 50 km et sa température d'environ 190 K, soit -83 °C. Toutefois, la structure interne de Titania dépend fortement de son histoire thermique, qui est encore mal connue.

### Géologie

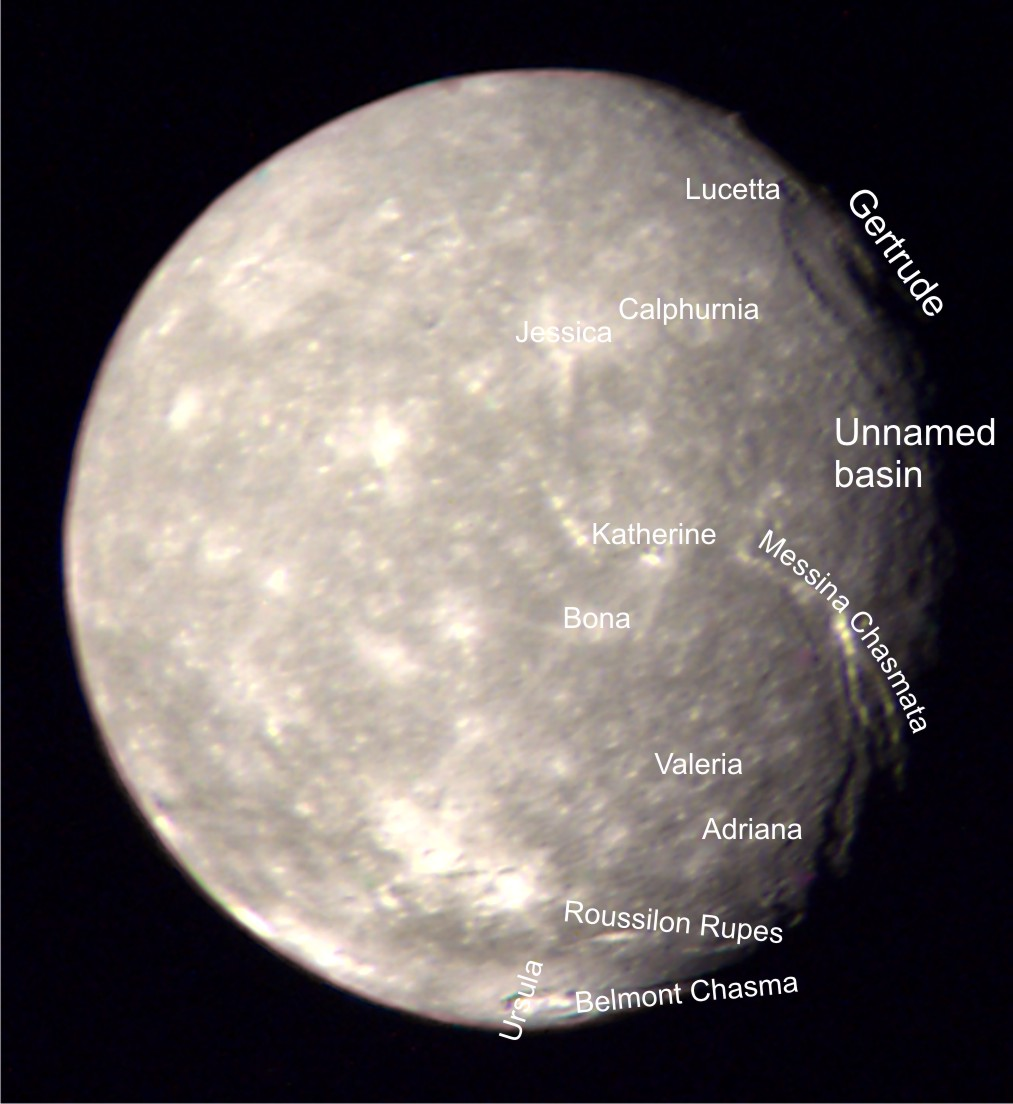
Les principales caractéristiques de la surface de Titania

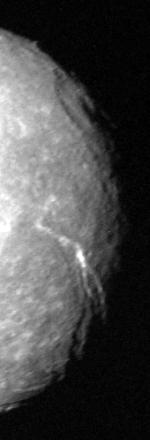
Messina Chasma—un grand canyon de Titania

Parmi les grands satellites d'Uranus, la luminosité de Titania est intermédiaire entre les satellites plus sombres (Umbriel et Obéron) et les plus lumineux (Ariel et Miranda). Sa surface présente un fort effet d'opposition : sa réflectivité diminue de 35 % à un angle de phase de 0° (albédo géométrique) à 25 % à un angle d'environ 1°. L'albédo de Bond (également appelé albédo global ou albédo planétaire) de Titania est faible à 17 %. Sa surface est en général légèrement rouge, mais moins que celle d'Obéron. Cependant, les jeunes dépôts d'impact sont légèrement bleus, tandis que les plaines situées sur l'hémisphère avant, près du cratère Ursula et le long de certains grabens sont plus rouges,. Les hémisphères arrière et avant sont asymétriques : l'hémisphère avant est plus rouge que l'hémisphère arrière de 8 %. Cependant, la différence est liée aux plaines lisses et pourrait être due au hasard. La coloration rouge des surfaces pourrait être due au bombardement des surfaces de Titania par des particules chargées et des micrométéorites issues du milieu spatial sur des échelles de temps de l'ordre de l'âge du Système solaire. Cependant, il est plus probable que l'asymétrie de couleur de Titania soit due au dépôt de matériau rouge provenant des parties externes du système uranien (peut-être des satellites irréguliers) qui se serait principalement déposé sur l'hémisphère avant.
Les scientifiques ont identifié trois types de caractéristiques géologiques sur Titania : les cratères d'impact, les chasmata (canyons) et les rupes (escarpements de faille). Les surfaces de Titania sont moins cratérisées que celles d'Obéron et Umbriel, ce qui est le signe qu'elles sont beaucoup plus jeunes. Le diamètre des cratères va de quelques kilomètres à 326 kilomètres pour le plus grand cratère connu nommé Gertrude. Certains cratères (par exemple, Ursula et Jessica) sont entourés par des éjectas d'impact brillants (des rayons de glace relativement fraîche). Tous les grands cratères de Titania ont un fond plat et un piton central. La seule exception est Ursula qui a une dépression en son centre. À l'est de Gertrude se trouve une zone présentant une topographie irrégulière, appelée « bassin sans-nom » (unnamed basin en anglais), qui pourrait être un autre bassin d'impact très dégradé d'un diamètre de 330 km. Les planchers des plus grands cratères, Hamlet, Othello et Macbeth, sont composés de matériaux très sombres déposés après leur formation.
La surface de Titania est parcourue par un immense système de failles normales ou d'escarpements de faille. Dans certaines régions, deux failles parallèles sont le signe de distensions dans la croûte du satellite qui forment des grabens qui sont parfois appelés canyons. Le plus grand canyon de Titania est Messina Chasma, d'une longueur de 1 500 km, qui s'étend de l'équateur presque jusqu'au pôle sud. Les grabens sur Titania ont une largeur de 20 à 50 km et une profondeur de 2 à 5 km. Les escarpements qui ne sont pas liés aux canyons sont appelés rupes, comme Rousillon Rupes près du cratère Ursula. Les régions le long des escarpements et près d'Ursula apparaissent lisses à la résolution de Voyager 2. Ces plaines lisses ont probablement connu un épisode de resurfaçage à une époque postérieure de l'histoire géologique de Titania, après que la majorité des cratères se sont formés. Le resurfaçage aurait pu être soit de nature endogène (éruption de matériau fluide provenant de l'intérieur par cryovolcanisme), soit être dû au recouvrement par des éjectas d'impact issus des grands cratères voisins. Les grabens sont probablement les caractéristiques géologiques les plus jeunes de Titania car ils traversent les cratères et certaines plaines lisses.
La géologie de Titania a été influencée par deux phénomènes majeurs : la formation de cratères d'impact et le resurfaçage endogène. Le premier processus existe depuis la création de Titania et a eu une influence sur toutes les surfaces de la lune. Le second, le resurfaçage endogène, eut également des effets globaux mais fut uniquement actifs durant quelque temps suivant la formation de la lune. Ces deux processus auraient transformé les anciennes surfaces fortement cratérisées, expliquant le nombre relativement faible de cratères d'impact visibles sur la surface actuelle de la lune. D'autres épisodes de resurfaçage pourraient s'être produits ultérieurement et auraient conduit à la formation des plaines lisses. Une autre hypothèse est que les plaines lisses soient dues au dépôt d'éjectas d'impact des cratères voisins. Les procédés endogènes les plus récents étaient principalement de nature tectonique et sont responsables de la formation des canyons, d'immenses craquelures dans la croûte glacée. Ces craquelures sont dues à l'expansion de Titania par un facteur d'environ 0,7 %.
| Caractéristique | Origine du nom                                | Type    | Longueur (diamètre) (km) | Latitude (°) | Longitude (°) |
| --------------- | --------------------------------------------- | ------- | ------------------------ | ------------ | ------------- |
| Belmont Chasma  | Belmont, Italie (Le Marchand de Venise)       | Chasma  | 238                      | −8,5         | 32,6          |
| Messina Chasma  | Messine, Italie (Beaucoup de bruit pour rien) | Chasma  | 1 492                    | −33,3        | 335           |
| Rousillon Rupes | Roussillon, (Tout est bien qui finit bien)    | Rupes   | 402                      | −14,7        | 23,5          |
| Adriana         | Adriana (La Comédie des erreurs)              | Cratère | 50                       | −20,1        | 3,9           |
| Bona            | Bona (Henri VI, Partie 3)                     | Cratère | 51                       | −55,8        | 351,2         |
| Calphurnia      | Calphurnia (Jules César)                      | Cratère | 100                      | −42,4        | 391,4         |
| Elinor          | Éléonore (Le Roi Jean)                        | Cratère | 74                       | −44,8        | 333,6         |
| Gertrude        | Gertrude (Hamlet)                             | Cratère | 326                      | −15,8        | 287.1         |
| Imogen          | Imogène (Cymbeline)                           | Cratère | 28                       | −23,8        | 321,2         |
| Iras            | Iras (Antoine et Cléopâtre)                   | Cratère | 33                       | −19,2        | 338,8         |
| Jessica         | Jessica (Le Marchand de Venise)               | Cratère | 64                       | −55,3        | 285,9         |
| Katherine       | Catherine (Henri VIII)                        | Cratère | 75                       | −51,2        | 331,9         |
| Lucetta         | Lucette (Les Deux Gentilshommes de Vérone)    | Cratère | 58                       | −14,7        | 277,1         |
| Marina          | Marina (Péricles, prince de Tyr)              | Cratère | 40                       | −15,5        | 316           |
| Mopsa           | Mopsa (Le Conte d'hiver)                      | Cratère | 101                      | −11,9        | 302,2         |
| Phrynia         | Phryné (Timon d'Athènes)                      | Cratère | 35                       | −24,3        | 309,2         |
| Ursula          | Ursule (Beaucoup de bruit pour rien)          | Cratère | 135                      | −12,4        | 45,2          |
| Valeria         | Valérie (Coriolan)                            | Cratère | 59                       | −34,5        | 4,2           |

## Atmosphère
La présence de dioxyde de carbone à la surface suggère que Titania pourrait avoir une atmosphère saisonnière et ténue de CO2, semblable à celle de la lune jovienne de Callisto,. D'autres gaz comme l'azote ou le méthane ne sont probablement pas présents à la surface de Titania car sa faible gravité ne pourrait pas les empêcher de s'échapper dans l'espace. À la température maximale atteignable durant le solstice d'été de Titania (89 K), la pression de vapeur saturante du dioxyde de carbone est d'environ 3 nbar.
Le 8 septembre 2001, Titania a occulté une étoile de magnitude apparente 7,2 (HIP106829) ; cet événement a permis de préciser le diamètre et l'éphéméride de la lune et d'identifier une éventuelle atmosphère. Aucune atmosphère d'une pression supérieure ou égale à 10-20 nanobars n'a été détectée. Toutefois, la pression maximale possible de dioxyde de carbone à la surface de Titania est plusieurs fois inférieure à 10-20 nanobars ; la mesure effectuée n'a donc pas permis de placer de contraintes sur les paramètres de l'atmosphère. Si Titania est pourvue d'une atmosphère, celle-ci doit être beaucoup plus faible que celle de Triton et Pluton.
En raison de la géométrie particulière du système uranien, les pôles des satellites reçoivent plus d'énergie solaire que les régions équatoriales. La pression de vapeur saturante de CO2 augmentant fortement avec la température, le dioxyde de carbone pourrait s'accumuler dans les zones de faible latitude, où il pourrait exister sous forme stable sur les taches d'albédo élevé et les zones de la surface à l'ombre de la surface sous forme de glace. Durant l'été, Titania est le théâtre d'un cycle du carbone : quand les températures polaires atteignent 85-90 K,, le dioxyde de carbone se sublime et migre vers le pôle opposé et les régions équatoriales. Le dioxyde de carbone accumulé peut être éjecté des zones froides par les particules de la magnétosphère qui érodent la surface. Titania aurait ainsi perdu une proportion significative de son dioxyde de carbone depuis sa formation il y a 4,6 milliards d'années.

## Origine et évolution
Titania se serait formé à partir d'un disque d'accrétion ou sous-nébuleuse, c'est-à-dire un disque de gaz et de poussières. Celui-ci aurait soit été présent autour d'Uranus pendant quelque temps après sa formation, soit aurait été créé par l'impact géant auquel Uranus doit son oblicité. La composition précise de la sous-nébuleuse est inconnue, mais la densité relativement élevée de Titania et d'autres lunes d'Uranus par rapport aux lunes de Saturne indique qu'elle devait être pauvre en eau,. Cette nébuleuse aurait pu être composée d'importantes quantités d'azote et de carbone présents sous forme de monoxyde de carbone (CO) et de diazote (N2) et non pas sous forme d'ammoniac ou de méthane. Les satellites formés dans cette sous-nébuleuse contiendraient moins de glace d'eau (avec du CO et de N2 piégés sous forme de clathrates) et davantage de roches, ce qui expliquerait leur densité élevée.
L'accrétion de Titania dura probablement plusieurs milliers d'années. Les impacts qui accompagnèrent l'accrétion ont chauffé la couche externe du satellite. La température maximale d'environ 250 K a été atteinte à la profondeur d'environ 60 km. Après la fin de la formation du satellite, la couche sub-surfacique s'est refroidie, tandis que l'intérieur de Titania fut échauffé par la décomposition des éléments radioactifs présents dans les roches. La couche refroidie sous la surface s'est contractée, tandis que l'intérieur s'est dilaté. Cela entraîna de fortes contraintes dans la croûte du satellite et provoqua des craquelures. Ce processus qui dura environ 200 millions d'années pourrait être à l'origine du système de canyons visible sur Titania. Cependant, toute activité endogène a cessé il y a plusieurs milliards d'années.
L'échauffement initial à la suite de l'accrétion et la désintégration radioactive des éléments ont sans doute été suffisamment intenses pour faire fondre la glace si un antigel tel l'ammoniac (sous la forme d'hydrate d'ammoniac) était présent. Une fusion importante pourrait avoir séparé la glace des roches et engendré la formation d'un noyau rocheux entouré d'un manteau de glace. Une couche d'eau liquide (océan) riche en ammoniac dissous pourrait s'être formée à la frontière entre le noyau et le manteau. La température de fusion de ce mélange est de 176 K. Si la température a chuté en dessous de cette valeur, l'océan serait désormais gelé. La solidification de l'eau aurait conduit à l'expansion de l'intérieur, proposant ainsi une autre cause possible de la formation des canyons. Néanmoins, les connaissances actuelles sur l'évolution passée de Titania restent très limitées.

## Exploration
À la date d'août 2016, les seules images disponibles de Titania sont des clichés de faible résolution pris par la sonde Voyager 2, qui a photographié la lune lors de son survol d'Uranus en janvier 1986. La distance minimale entre la sonde Voyager 2 et Titania ayant été de 365 200 km, les meilleures images de la lune ont une résolution d'environ 3,4 km (seules Miranda et Ariel furent photographiées avec de meilleures résolutions). Les images couvrent environ 40 % de la surface, mais seuls 24 % de la surface furent photographiés avec une qualité suffisante pour effectuer une cartographie géologique. Lors du survol de Titania, l'hémisphère sud était pointé vers le Soleil et par conséquent l'hémisphère nord était sombre et ne put donc pas être étudié. Aucune autre sonde spatiale n'a visité Uranus et Titania depuis. Le programme Uranus orbiter and probe, dont le lancement pourrait être programmé pour les années 2020 à 2023, devrait apporter des précisions sur la connaissance des satellites d'Uranus et notamment sur Titania.

## Titania dans la culture populaire
- Dans Lylat Wars, aussi connu sous le nom de Star Fox 64, le nom de la planète s'appelle Titania, en référence à l'un des satellites d'Uranus, la mission se déroule sur une planète désertique où Fox doit contrôler le Landmaster pour sauver Slippy sur Titania à la suite d'une attaque de Spyborg, un robot géant qui fait office de boss dans le Secteur X.